# Philip K. Dick's Electric Dreams
Philip K. Dick's Electric Dreams je britsko-americký televizní seriál. Je založený na díle amerického spisovatele Philipa K. Dicka. Každý díl je natočený podle jiné Dickovy povídky. První díl byl odvysílána britskou stanicí Channel 4 dne 17. září 2017. Do konce roku 2017 následovalo pět dalších dílů, přičemž další byly odvysílány v roce 2018. Práva na vysílání v USA vlastní Amazon Video. Jednotlivé díly režírovali například Julian Jarrold, Francesca Gregorini a Jeffrey Reiner. 
Mezi herci jsou například Richard Madden, Geraldine Chaplinová a Steve Buscemi. Znělku seriálu složil Harry Gregson-Williams, který rovněž složil hudbu pro jednu celou epizodu. K dalším dílům složili hudbu například Ólafur Arnalds a Cristobal Tapia de Veer.

## Seznam dílů
| Č. v seriálu | Původní název         | Režie               | Scénář                        | Povídky               | Premiéra v USA |
| ------------ | --------------------- | ------------------- | ----------------------------- | --------------------- | -------------- |
| 1            | The Hood Maker        | Julian Jarrold      | Matthew Graham                | The Hood Maker        | 17. září 2017  |
| 2            | The Impossible Planet | David Farr          | David Farr                    | The Impossible Planet | 24. září 2017  |
| 3            | The Commuter          | Tom Harper          | Jack Thorne                   | The Commuter          | 1. října 2017  |
| 4            | Crazy Diamond         | Marc Munden         | Tony Grisoni                  | Sales Pitch"          | 8. října 2017  |
| 5            | Real Life             | Jeffrey Reiner      | Ronald D. Moore               | Exhibit Piece         | 15. října 2017 |
| 6            | Human Is              | Francesca Gregorini | Jessica Mecklenburg           | Human Is              | 29. října 2017 |
| 7            | Kill All Others       | Dee Rees            | Dee Rees                      | The Hanging Stranger" | 2018           |
| 8            | Autofac               | Peter Horton        | Travis Beacham                | Autofac               | 2018           |
| 9            | Safe and Sound        | Alan Taylor         | Kalen Egan and Travis Sentell | Foster, You're Dead!  | 2018           |
| 10           | Father Thing          | Michael Dinner      | Michael Dinner                | The Father-thing      | 2018           |